# La Batllia (Sagàs)
|  | Per a altres significats, vegeu «mas la Batllia (Sagàs)». |

La Batllia o Rectoria de Sant Andreu és una masia adossada a l'església de Sant Andreu de Sagàs (el Berguedà). De planta irregular, coberta a doble vessant i amb carener paral·lel a la façana principal, fou ampliada al segle xviii amb l'obertura d'una eixida de dos pisos, a partir del nucli primitiu. Modernament, el conjunt fou ampliat també i modificat sensiblement. La descripció que en feu C. A. Torras a principis de segle xx és molt interessant: "Quan la guerra de Successió fou destruït l'arxiu de Sagàs per les tropes del primer Borbó. En un dels costats de la placeta o replà format a l'enfront de l'església, hi ha l'antiga casa de la Batllia, de bell aspecte d'antigor, amb sortida galeria coberta amb ample ràfec, sostingut per rodons pilars de pedra, ostentant a més una galana torre que ajuda a imprimir-li apreciable caràcter".
La Batllia pertanyia als dominis de l'antiga baronia de la Portella, que passà posteriorment als dominis dels barons de Pinós. Coneixem la genealogia dels senyors de Sagàs, que residien en aquesta fortalesa, avui tan modificada. Del 1253, G. de Sagàs; del 1258, Bernat de Sagàs; i del 1278, Berenguer de Sagàs, tots ells cavallers. L'any 1291, Galceran de Pinós vengué a Pere de Sagàs, els rèdits del castell de Pinós, anomenant-lo batlle durant tota la seva vida. El 1336, "Petrus de Sagas, filius Gi. de Sagas quondam" s'emancipà de la tutoria de Berenguer de Sagàs. L'any 1381, la "perroquia e ballia de Sagars del noble En P. Galceran de Pinós" comptava amb 34 focs.